# Pidonia anmashana
Pidonia anmashana là một loài bọ cánh cứng trong họ Cerambycidae.